# 西南巴布亚省

西南巴布亚省在印尼的位置

西南巴布亚省是印度尼西亚的第38个省，于2022年12月8日从西巴布亚省分离出来。尽管名为西南巴布亚省，但该省实际上位于巴布亚岛的西北边缘。该省涵盖大索龙地区，由索龙市（首府）、索龙县、南索龙县、梅布拉特县、坦布劳乌县和拉贾安帕特县。